# FK Úvalno

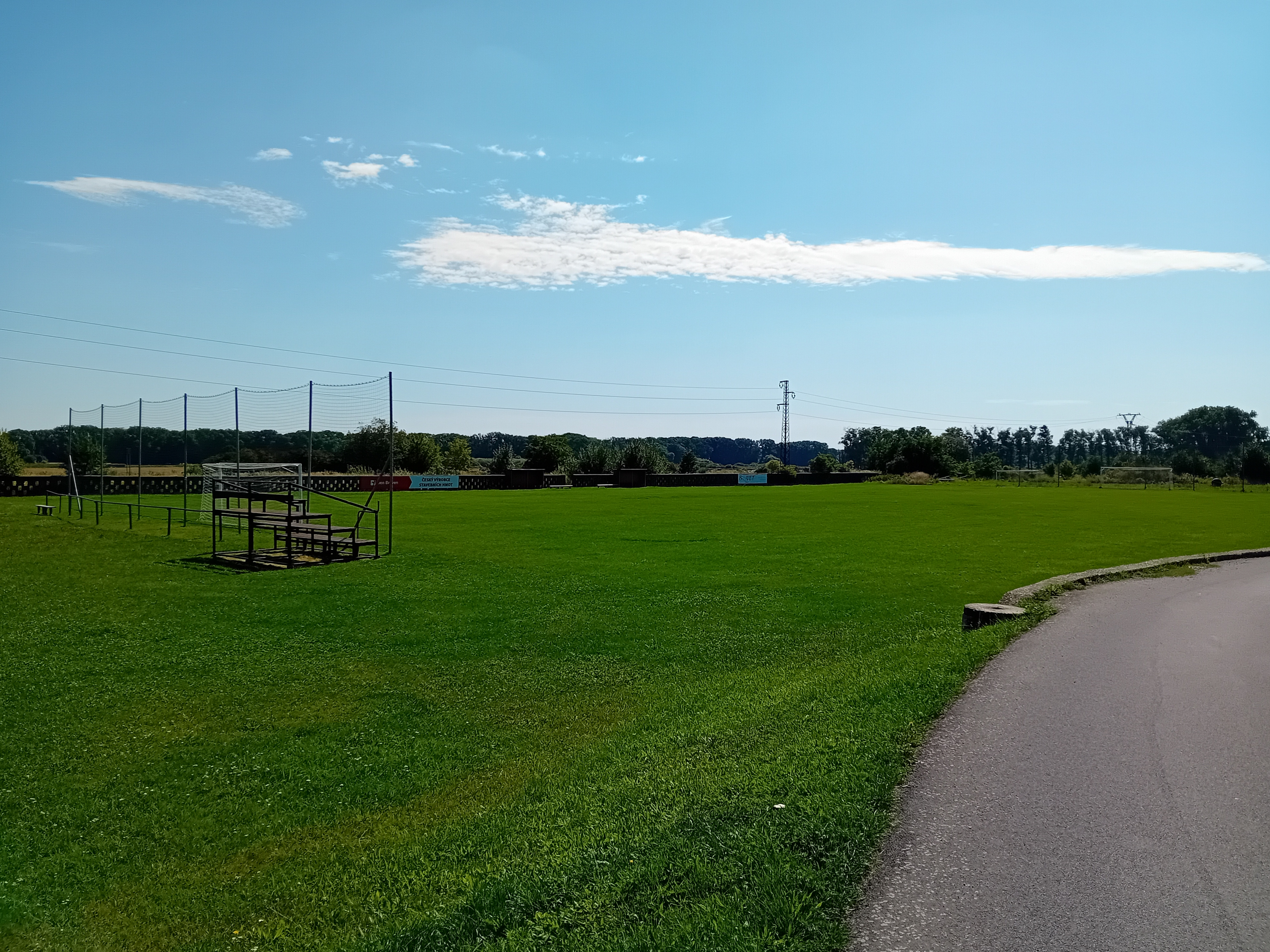
Fotbalový stadion

FK Úvalno (celým názvem: Fotbalový klub Úvalno, zapsán jako: FK Úvalno z.s.) je český fotbalový klub sídlící ve slezské obci Úvalno, okrese Bruntál v Moravskoslezském kraji, založen byl v roce 1948. V roce 2016 změnil název na FK Úvalno zs. Své domácí zápasy odehrává na stadionu Úvalno s kapacitou 300 diváků . Od sezóny 2023/24 hraje Okresní přebor Bruntálska (8. nejvyšší soutěž). 

## Historické názvy
- 1992 – TJ Družstevník Úvalno (Tělovýchovná Jednota Družstevník Úvalno)
- 2016 – FK Úvalno (Fotbalový Klub Úvalno zapsaný spolek)

## Umístění v jednotlivých sezonách
Stručný přehled
- 2004–2006: Okresní přebor Bruntálska
- 2006–2007: I. B třída Moravskoslezského kraje – sk. A
- 2007–2008: Okresní přebor Bruntálska
- 2008–2013: I. B třída Moravskoslezského kraje – sk. A
- 2013–2014: bez soutěže
- 2014–2018: I. B třída Moravskoslezského kraje – sk. A
- 2018–2019: bez soutěže
- 2019–2023: Okresní soutěž Bruntálska – sk. B
- 2023–2025: Okresní přebor Bruntálska
- 2025–: I. B třída Moravskoslezského kraje – sk. A

Jednotlivé ročníky
Legenda: Z - zápasy, V - výhry, R - remízy, P - porážky, VG - vstřelené góly, OG - obdržené góly, +/- - rozdíl skóre, B - body, červené podbarvení - sestup, zelené podbarvení - postup, fialové podbarvení - reorganizace, změna skupiny či soutěže
| Česko (2004– ) |                                            |        |    |    |   |    |     |     |     |    |        |
| Sezóny         | Liga                                       | Úroveň | Z  | V  | R | P  | VG  | OG  | +/- | B  | Pozice |
| 2004/05        | Okresní přebor Bruntálska                  | 8      | 13 | 8  | 0 | 5  | 41  | 26  | +15 | 24 | 5.     |
| 2005/06        | Okresní přebor Bruntálska                  | 8      | 26 | 19 | 2 | 5  | 78  | 36  | +42 | 59 | 1.     |
| 2006/07        | I. B třída Moravskoslezského kraje – sk. A | 7      | 26 | 5  | 6 | 15 | 33  | 78  | -45 | 21 | 14.    |
| 2007/08        | Okresní přebor Bruntálska                  | 8      | 26 | 20 | 2 | 4  | 106 | 42  | +64 | 62 | 1.     |
| 2008/09        | I. B třída Moravskoslezského kraje – sk. A | 7      | 26 | 10 | 6 | 10 | 60  | 63  | -3  | 36 | 8.     |
| 2009/10        | I. B třída Moravskoslezského kraje – sk. A | 7      | 26 | 11 | 8 | 7  | 45  | 42  | +3  | 41 | 4.     |
| 2010/11        | I. B třída Moravskoslezského kraje – sk. A | 7      | 26 | 11 | 8 | 7  | 45  | 42  | +3  | 41 | 4.     |
| 2011/12        | I. B třída Moravskoslezského kraje – sk. A | 7      | 26 | 8  | 5 | 13 | 47  | 56  | -9  | 29 | 10.    |
| 2012/13        | I. B třída Moravskoslezského kraje – sk. A | 7      | 26 | 10 | 2 | 14 | 33  | 56  | -23 | 32 | 12.    |
| ...            |                                            |        |    |    |   |    |     |     |     |    |        |
| 2014/15        | I. B třída Moravskoslezského kraje – sk. A | 7      | 13 | 5  | 0 | 8  | 32  | 48  | -16 | 15 | 10.    |
| 2015/16        | I. B třída Moravskoslezského kraje – sk. A | 7      | 26 | 9  | 3 | 14 | 38  | 57  | +19 | 30 | 11.    |
| 2016/17        | I. B třída Moravskoslezského kraje – sk. A | 7      | 26 | 8  | 1 | 17 | 46  | 78  | -32 | 25 | 12.    |
| 2017/18        | I. B třída Moravskoslezského kraje – sk. A | 7      | 26 | 5  | 2 | 19 | 49  | 104 | -55 | 17 | 14.    |
| ...            |                                            |        |    |    |   |    |     |     |     |    |        |
| 2019/20        | Okresní soutěž Bruntálska – sk. A          | 9      | 10 | 7  | 1 | 2  | 37  | 15  | +22 | 22 | 2.     |
| 2020/21        | Okresní soutěž Bruntálska – sk. A          | 9      | 8  | 7  | 1 | 0  | 33  | 10  | +23 | 22 | 1.     |
| 2021/22        | Okresní soutěž Bruntálska – sk. A          | 9      | 22 | 15 | 2 | 5  | 81  | 33  | +48 | 47 | 4.     |
| 2022/23        | Okresní soutěž Bruntálska – sk. A          | 9      | 18 | 15 | 2 | 1  | 85  | 14  | +71 | 47 | 1.     |
| 2023/24        | Okresní přebor Bruntálska                  | 8      | 26 | 12 | 3 | 11 | 60  | 60  | 0   | 39 | 7.     |
| 2024/25        | Okresní přebor Bruntálska                  | 8      | 14 | 10 | 2 | 2  | 53  | 28  | +25 | 34 | 1.     |

Poznámky:
- 2019/20: Sezona nedohrána kvůli pandemii covidu-19.
- 2020/21: Sezona nedohrána kvůli pandemii covidu-19.